# Kanton Mont-de-Marsan-Sud
Mont-de-Marsan-Sud is een voormalig kanton van het Franse departement Landes. Het kanton maakte deel uit van het arrondissement Mont-de-Marsan.

## Gemeenten
Het kanton Mont-de-Marsan-Sud omvatte de volgende gemeenten:
- Benquet
- Bougue
- Bretagne-de-Marsan
- Campagne
- Haut-Mauco
- Laglorieuse
- Mazerolles
- Mont-de-Marsan (deels, hoofdplaats)
- Saint-Perdon
- Saint-Pierre-du-Mont